# Iroquois Plateau
L'Iroquois Plateau (in italiano: altopiano Iroquois) è un vasto altopiano, per lo più coperto di neve, situato a est della parte meridionale del Washington Escarpment, nei Monti Pensacola, nella Terra di Edith Ronne, in Antartide. 
Il plateau è stato mappato dall'United States Geological Survey (USGS) sulla base di rilevazioni e foto aeree scattate dalla U.S. Navy nel periodo 1956-66.
La denominazione è stata assegnata dall'Advisory Committee on Antarctic Names (US-ACAN) in onore dell'elicottero Bell UH-1 Iroquois, che aveva notevolmente facilitato le operazioni sul campo in Antartide.